# Formiguer de Manicoré
El formiguer de Manicoré (Hypocnemis rondoni) és una espècie d'ocell de la família dels tamnofílids (Thamnophilidae).

## Hàbitat i distribució
Habita les zones de confluència dels rius Aripuanã i Machado, al Brasil central.